# Атемс (род)
Атемс (на немски: Attems) е стар австрийски и италиански благороднически род в бившото Фриулското херцогство.
Фамилията фон Атемс се нарича 1025 г. на замъка Атемс (Атимис) при Чивидале дел Фриули. Родът е споменат за първи път през 1102 г. с Конрад де Атемс и неговият син Улрих. В документи родът започва с Арбо († 1170) и Хайнрих (Хенрикус) де Атемс († 1193) на 2 или 6 февруари 1170 г. Родът има място и глас между благородниците в парламента на Фриули.
Фридрих фон Атемс (* 1447; † 1517/1521) отива 1473 г. в Градиска и става дворцов канцлер.
Херман фон Атемс (1564 – 1611) е издигнат на фрайхер на Атемс-Кройц на 25 април 1605 г. Неговите синове Йохан Фридрих фон Атемс (1593 – 1663), Йохан Якоб фон Атемс (1598 – 1670) и Фердинанд фон Атемс (1603 – 1634) са издигнати на 6 септември 1630 г. на имперски граф на Атемс и фрайхер на Хайлигенкройц.
От 17. век до края на Дунавската монархия членове на този род имат най-висши служби в Щирия.

## Известни
- Конрад де Атемс (1052 – 1106)
- Улрих фон Атемс (1082 – 1170), викар на маркграфство Тусция/Тоскана (1139 – 1152)
- Арбо фон Атемс († сл. 2 февруари 1170)
- Хайнрих (Хенрикус) де Атемс († 1193)
- Херман II де Атемс († 1411)
- Рудолф/Родолфо де Атемс (1396 – 1449/1452/1461)
- Николо/Николузио де Атемс (1424 – 1484)
- Фридрих фон Атемс (1447 – 1517)
- Симон Леонхард фон Атемс (1449 – 1529)
- Симоне Габриеле Леонхард (1449 – 1525), полковник на Република Венеция, господар на Атимис
- Хиронимус фон Атемс (1477 – 1556)
- Улвин Волфганг Зигмунд фон Атемс (1479 – 1551)
- Якоб Адам фон Атемс (1526 – 1590), женен за Катарина фон Брайзах-Катценцунген (* 1538)
- Херман фон Атемс (1564 – 1611), господар на Хайлигенкройц, от 1605 г. фрайхер, господар на Хайлигенкройц, имперски камерхер, дипломат
- Волфганг Зигмунд фон Атемс († 1620)
- Йохан Фридрих фон Атемс (1593 – 1663), от 1630 г. граф на Атемс, фрайхер на Хайлигенкройц
- Йохан Якоб фон Атемс (1598 – 1668/1670), от 1630 г. граф, фрайхер на Хайлигенкройц
- Лоренц фон Атемс (1600 – 1656), на 14 септември 1652 г. граф на Атемс, фрайхер на Петценщайн
- Фердинанд фон Атемс (1603 – 1634), от 1630 г. граф, фрайхер на Хайлигенкройц
- Ернст Готлиб фон Атемс (1694 – 1757), епископ на Любляна/Лайбах
- Йозеф Освалд фон Атемс (1679 – 1744), епископ на Лавант
- Карл Михаел фон Атемс (1711 – 1774), архиепископ на Гориция и принц на Свещената Римска империя
- Отокар Мария фон Атемс (1815 – 1867), епископ на Зекау